# 石坂村
石坂村（いしざかむら）は、かつて新潟県古志郡にあった村。

## 沿革
- 1889年（明治22年）4月1日 - 町村制施行に伴い古志郡横枕村、鷺巣村、釜沢村、竹ケ花村、広道村、村松村が合併し、石坂村が発足。
- 1901年（明治34年）11月1日 - 古志郡宮内村、中通村、前川村と合併し、上組村を新設して消滅。